# 毛叶杯锥
毛叶杯锥（学名：Castanopsis cerebrina）为壳斗科锥属下的一个种。

## 扩展阅读
- 維基物種上的相關：毛叶杯锥